# Forum City Mülheim

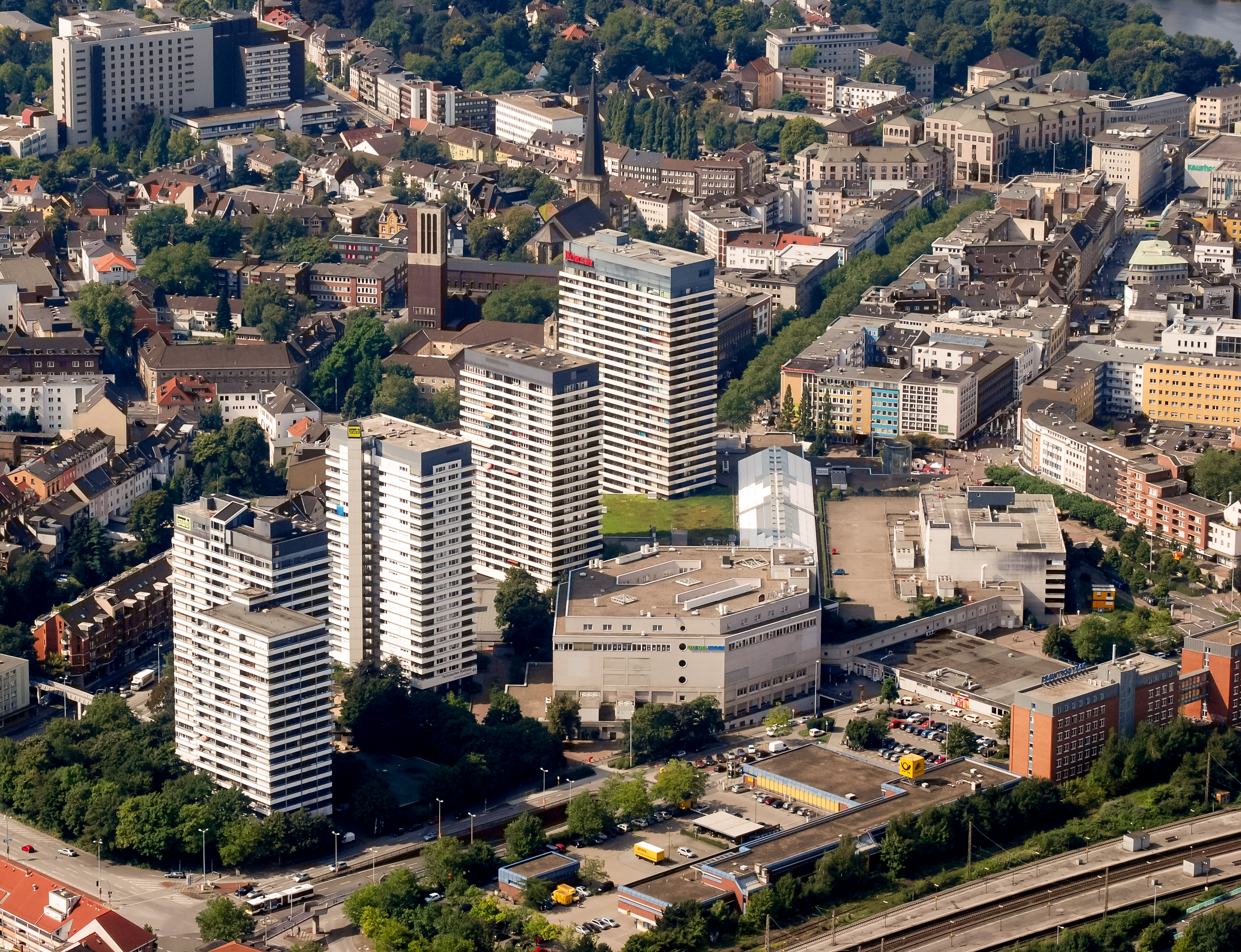
Luchtfoto (2009)

Forum City Mülheim is een winkelcentrum in het centrum van Mülheim an der Ruhr. Het werd gebouwd naar een ontwerp van de architect Hanns-Hennig Lautz. Het centrum dat opende op 24 maart 1974 was tot 1994 was het centrum bekend onder de naam City Center. Net voordat het winkelcentrum hernoemd werd was het gerenoveerd voor 290 miljoen D-mark naar een ontwerp van architectenbureau Gerkan, Marg und Partner.
Tot het centrum hoort een vier 20 verdiepingen tellende woontorens, die een opvallend oriëntatiepunt vormen. Het winkelcentrum is middels een doorgang verbonden met het centraal station
Het winkelcentrum heeft een verkoopvloeroppervlakte van 33.500 m² en herbergt ongeveer 120 winkels, een bioscoop en een fitnesscentrum. Het centrum heeft ook twee parkeergarages met 860 plaatsen.
In 2017 werd het centrum door JP Morgan Asset Management verkocht aan Commerz Real voor een bedrag tussen 100 en 150 miljoen euro.
Het centrum wordt sinds 2017 beheerd door Multi Deutschland.
Eind oktober 2020 was er een leegstand ontstaan van 15 procent. De eigenaar maakte in november 2020 de plannen bekend voor een verbouwing tot Forum Medikum. Op de bovenverdieping komen praktijkruimten voor artsen, fysiotherapeuten en andere medische dienstverleners. De verbouwing zou in 2023 afgerond moeten zijn.